# Людвіг I (граф Тюрингії)
Людвіг I Бородань (нім. Ludwig der Bärtige, д/н — 13 червня 1080) — 1-й граф Тюрингії в 1056–1080 роках.

## Життєпис
Походження достеменно невідомо. Тривалий час вважався сином Карла I Каролінга, герцога Нижньої Лотарингії. За іншою версією міг бути сином Конрада з Швабських Конрадинів або графів Монбельяр. На сьогодні більшість вважає Людовінгів родичами графів Райнек.
Піднесенню Людвіга та його родини сприяв вдалий шлюб з представницею роду Занґергаузен, що була онукою Гізели Швабської, дружини імператора Священної Римської імперії Конрада II. Дружина Людвіга принесла йому великий посаг (7000 гуфів землі) У 1040 році отримав феод на північ від Тюринзького лісу. Відновив фортецю Шауенбург, що давала контроль над шляхом від Готи до Шмалкальдену.
Згодом ще більше розширив свої володіння після смерті брата Гуго й його сина Віхмана, отримавши землі в архієпископстві Майнцькому. У 1056 році отримав титул графа Тюринзького. З цього часу значні зусилля доклав для зміцнення свого володіння. Про політичну діяльність відомо замало. Помер 1080 року, поховано у монастирі Св. Альбана у Майнці. Йому спадкував старший син Людвіг II.

## Родина
Дружина — Цецилія фон Занґергаузен.
Діти:
- Людвіг (1042/1065—1123). гарф Тюрингії
- Берінгер (1056/1057 —1110), граф Занґергаузен
- Гільдегарда, дружина: 1) Поппо I, графа Геннебергу; 2) графа Тімона фон Нордека
- Ута, дружина графа Дітриха фон Ліндебаха
- Адельгейда, дружина Людвіга I фон віппра
- Дітрих